# Zeuxo paranormani
Zeuxo paranormani är en kräftdjursart som beskrevs av Jürgen Sieg 1980. Zeuxo paranormani ingår i släktet Zeuxo och familjen Tanaidae. Inga underarter finns listade i Catalogue of Life.